# Eriòfids
Eriophyidae és una família d'àcars amb més de 200 gèneres que són fitoparàsits i acostumen a causar agalles en les plantes o altres danys. Se n'han descrit unes 3.600 espècies però aquest nombre probablement només representa al voltant d'un 10% de les espècies existents. Són àcars pràcticament microscòpics i noméstenen dos parells de potes. Principalment es propaguen a través del vent. Algunes espècies representen un problema fitopatològic d'importànciaeconòmica però d'altres es fan servir com agents en el control biològic de plagues.

## Algunes espècies
- Abacarus hystrix, dels cereals
- Abacarus sacchari, de la canya de sucre
- Acalitus essigi, de les móres
- Aceria chondrillae, agent del control biològic contra Chondrilla juncea
- Aceria guerreronis, dels cocoters
- Aceria malherbae, contra la mala herba corretjola (Convolvulus arvensis)
- Eriophyes padi, del cirerer negre

## Aluns gèneres
- Abacarus
- Aberoptus
- Acalitus
- Acaphylla
- Acaphyllisa
- Acaralox
- Acarelliptus
- Acaricalus
- Aceria
- Achaetocoptes
- Acritonotus
- Aculochetus
- Aculodes
- Aculops
- Aculus
- Adenoptus
- Aequsomatus
- Anthocoptes
- Bariella
- Boczekiana
- Brachendus
- Calacarus
- Calepitrimerus
- Callyntrotus
- Cecidophyes
- Cecidophyopsis
- Cisaberiptus
- Colomerus
- Coptophylla
- Cosetacus
- Criotacus
- Cupacarus
- Cymoptus
- Dichopelmus
- Ditrymacus
- Epitrimerus
- Eriophyes
- Gilarovella
- Glyptacus
- Keiferella
- Leipothrix
- Liroella
- Mesalox
- Metaculus
- Monochetus
- Neooxycenus
- Neotegonotus
- Oxycenus
- Paraphytoptus
- "Pentamerus" Roivainen, 1951 (non Sowerby, 1813: preoccupied)
- Phyllocoptes
- Phyllocoptruta
- Platyphytoptus
- Reckella
- Shevtchenkella
- Stenacis
- Tegolophus
- Tegonotus
- Tegoprionus
- Tetra
- Tetraspinus
- Thamnacus
- Tumescoptes
- Vasates